# Viola Szandra
Viola Szandra (Szentes, 1987. április 15. – ) költő, író, esszéista, kritikus.

## Életpályája
A Pázmány Péter Katolikus Egyetem magyar-kommunikáció-filozófia-pedagógia szakán diplomázott köztársasági ösztöndíjas hallgatóként. Első verseskötete 2008-ban jelent meg Léleksztriptíz címmel. 2014-ben jelent meg Testreszabás című verseskötete, 2020-ban pedig Használt fényforrások című kötete. Jelenleg a Hajnal öröksége című ifjúsági regénytetralógián dolgozik, melyben a magyar néphit, népi mitológia és hagyományok  fantasy-köntösbe emelt, jellegzetes elemeit szeretné a kamasz korosztállyal megismertetni, valamint hazaszeretetre és az olvasás szeretetére nevelni a fiatalabbakat. A tetralógia első könyve 2023-ban jelent meg A Világfa kilenc ága címmel, a  második könyv pedig 2024 őszén látott napvilágot és A hetedik Égbolt címet viseli.
2017 és 2022 között a KMTG Előretolt Helyőrség Íróakadémia  ösztöndíjasa volt, ahol Zalán Tibor mentorálása segítségével tanulhatta a költői mesterséget. 2024-től a Színház -és Filmművészeti Egyetem ösztöndíjas doktorandusza Művészettudomány szakon.
Versei, novellái, recenziói, színházi és tánckritikái jelentek meg többek között a Táncélet, Könyvhét, Magyar Napló, Magyar Hírlap, Partium, Ambroozia, Hitel, Kortárs, Irodalmi Jelen, Bárka, Vigilia, Pannonhalmi Szemle, Ózon, Szcenárium, Nyugat Most, Székelyföld, Tiszatáj, Előretolt Helyőrség, Magyar Idők, Prae, Magyar Teátrum, Olvasat.hu, ÚjNautilus valamint a Magyar Nemzet hasábjain.
2013-ban ő képviselte országunkat Bakuban, a 20 ország részvételével megrendezett Nemzetközi Költőnők Konferenciáján. Viola Szandra nem csupán saját alkotásait állítja a művészet szolgálatába, szerkesztőként, műsorvezetőként és kulturális újságíróként, valamint irodalomnépszerűsítő kampányai által is sokat tesz tehetséges kortársai segítéséért, az értékek felkutatásáért és megmutatásáért.  A Karc FM-en, majd a HírFM-en 2017 óta futó, Poétikon című rádiós műsorában az ifjú tehetségek is bemutatkozhatnak, de a műsor arra is alkalmat kínál, hogy évfordulókra, klasszikusokra emlékezzenek. 2024-től a műsor megújult formában videocastként is elérhető a Magyar Nemzet Videa-csatornáján.
2017-ben, az Ünnepi Könyvhéten útjára indította a „Viselj verset!” költészetnépszerűsítő kampányt is: ezúttal egyedi, ideiglenes tetováláskollekciót tervezett, melyet kortárs költők idézeteiből állított össze. A későbbiekben versékszereket alkotott, a covid alatt pedig Váradi Andrea keramikusművésszel egyedi verslámpát hozott létre. Vers idézettel ellátott maszkokat is készített, hogy ezzel minél szélesebb érdeklődési körben hangsúlyozza az irodalom fontosságát, naprakészségét. Viola Szandra indította útjára 2014-ben a verskarácsonyfa-állítás hagyományát is, amelyben évről évre egy jótékony célt kapcsol össze az olvasás népszerűsítésével.

## Költészete
„Lírai miszticizmusra ismerünk példákat kortárs irodalmunkból (Dobai Lili, Hegedűs Gyöngyi, Iancu Laura, Kalász Márton, Vasadi Péter…), de ilyen fókuszokkal, ilyen hangsúlyokkal, ilyen érzékenységgel alig találkozunk másnál”

„A szójátékok és hapax legomenonok fonák formatudata megkülönböztető jegyük a Viola-műveknek, melyek jobbadán klasszikus szépségeszményt bírnak szóra avantgárd megoldásokkal érintkező alaktanukban. Mindezt árnyalja szöveg és kép dialógusa (a szerző mindkét kötete fotókkal illusztrált kiadvány), ami összművészeti ambíciót s tágasan értett teljességigényt jelez. Legújabban pedig szociális és feminista kompassió is mélyíti a megszólalás komolyságát…”

– Halmai Tamás: Az egyetemes Babits, IKU-Inter, Budapest, 2021.

## Prózája
„A történet sok helyen mutat kellemes hasonlóságot a népmesékkel, a magyar mitológiával (a lánynak szolgálnia kell, az állatok beszélnek, a jó és a gonosz küzdelme sok nehézség árán a jó győzelmével végződik stb.), mégis jól érezhetően egy szuverén és sajátos világlátású alkotói univerzum áll mögötte annak különleges, csak Viola Szandra írásaira jellemző törvényszerűségekkel (a fényforrások emlegetése például köteteken átívelő motívum). Ami pedig még szimpatikusabbá teszi ezt az univerzumot, az az erőteljes, szinte tapintható nyelvezet és a remek humor, amivel mindig a kellő pillanatban él.”

– Nagy Koppány

## Művei
- Léleksztriptíz, Stádium, Bp., 2008 (verseskötet)
- Testreszabás, Athenaeum, Bp., 2014 (verseskötet)
- Használt fényforrások, Előretolt Helyőrség, Bp., 2020 (verseskötet)
- A Világfa kilenc ága, Scolar, Bp., 2023 ( regény, A Hajnal öröksége című tetralógia 1. része)
- A hetedik Égbolt, Scolar, Bp., 2024 (regény, A Hajnal öröksége tetralógia 2. könyve)

### Antológiákban
- Az év versei 2022, Magyar Napló, Bp., 2022
- Az év versei 2023, Magyar Napló, Bp., 2023
- Az év versei 2024, Magyar Napló, Bp., 2024

## Díjai, elismerései
- Köztársasági ösztöndíj (2013/14-es tanévre)
- NKA alkotói ösztöndíj (2012)
- Great Silk Way költészeti verseny országos 1. helyezés (2013)
- Campus Hungary ösztöndíj  (2014, University of Crete)
- A Magyar P.E.N. Club és a Janus Pannonius Költészeti Nagydíj Alapítvány írói ösztöndíja A Hattyú meghal a madarak kirepülnek munkacímű esszékötet megírására (2015)
- NKA alkotói ösztöndíj (2016)
- Móricz Zsigmond irodalmi alkotói ösztöndíj (2020)
- Az Irodalmi Jelen 2021. évi Költészeti díja
- „Egy a természettel” irodalmi pályázat Különdíja (2021)
- A József Attila Emlékhely 2021-es Szonettpárbajának Közönségdíja
- NKA alkotói ösztöndíj (2022)
- Oláh János szerkesztői ösztöndíj (2022-2024)
- Az Év Könyve 2023 TOP 10-be kerülés (ifjúsági regény kategóriában)
- A Barangoló Drámaíró Műhely pályázat nyertese (2024)